# Federació Internacional d'Associacions de Pilots de Línies Aèries
La Federació Internacional d'Associacions de Pilots de Línies Aèries (IFALPA, per les seves sigles en anglès) és una organització que agrupa les associacions de pilots de línies aèries d'arreu del món. Fou fundada el 1948 i té la seu a Mont-real (Canadà). Entre el 1976 i el 2015, la IFALPA passà de representar 54.000 pilots de 60 països a més de 100.000 pilots en més de cent països. La IFALPA entrega el Premi Polaris a pilots que hagin demostrat una habilitat excepcional, un comportament heroic o una combinació de les dues coses.